# Samsung Galaxy Trend
El Samsung Galaxy Trend (GT-S7560M) es un teléfono de gama media desarrollado por Samsung y presentado en julio de 2013.
Tiene un procesador Single core que trabaja a una velocidad de  1 GHz, y 768 MB de memoria RAM, su cámara es de 5 megapixels con flash y además cuenta con cámara delantera VGA, para videollamadas, algo que otros teléfonos de la misma gama no traen.
El teléfono inteligente graba vídeo en 640x480, que si bien no llega a ser High Definition, filma con una muy buena calidad de imagen con o sin flash.
El dispositivo trae de fábrica Android 4.0.4 Ice Cream Sandwich,

## Características

### Diseño
El diseño del Samsung Galaxy Trend está inspirado en el diseño de su hermano de la familia Samsung Galaxy S III Mini
- Su diseño es de fácil manejo desde una sola mano para el usuario.
- Su diseño con sus esquinas redondeadas lo hacen ver un teléfono elegante.
- Disponible en el mercado en color blanco, y azul oscuro (casi negro).
- Pesa 118 gramos y sus medidas son 121,5 x 63,1 x 10,57 milímetros.

Los controles se limitan a un botón central que dan acceso al inicio y al desbloqueo, y que además si lo dejamos presionado nos muestra las aplicaciones abiertas actualmente; y a dos botones a los costados de este, a la derecha el botón de opciones y a la izquierda el botón para volver atrás. El botón central es físico, mientras que los otros son táctiles y solamente se muestran si la pantalla está en funcionamiento. Al costado izquierdo encontramos los controles del volumen, y al derecho, el botón de bloqueo. Debido a que fue un móvil de gama media, no buscó competir con equipos de alta gama en términos de grosor, mostrando un grosor de 10,57 milímetros. En la parte de arriba del móvil encontramos la ranura para auriculares de 3,5mm y en la parte inferior el puerto USB y el micrófono. En la parte trasera del terminal encontramos la cámara de 5 MP acompañada del flash led y el altavoz exterior.

### Pantalla
El Samsung Galaxy Trend posee una pantalla LCD de 4 pulgadas con una resolución de 800x480 píxeles, nítida y brillante en la que podrá navegar por la web, leer largos textos y ver sus fotos y vídeos sin ningún problema. La pantalla se adapta a cualquier aplicación o juego que descargue de la tienda de Google Play con total comodidad. La pantalla es perfectamente manejable con una sola mano.
- Descripción sacada de la página oficial de samsung.

### Cámara
El Samsung Galaxy Trend posee una cámara trasera de 5 MP, que nos permite sacar muy buenas fotos en resolución 2560x1920, y grabar video en 640x480 (Casi High Definition). Para ambas funciones (fotografiar y filmar) la cámara trasera posee un Flash led que le agrega nitidez y luminosidad a sus fotos y videos si lo desea.
También trae una cámara delantera VGA, que nos permite sacar fotos en 640x480, y grabar video en la misma resolución pero por supuesto con una calidad mucho más baja que la cámara trasera, ya que está pensada principalmente para realizar videollamadas, y para las famosas "selfies".

### Sistema Operativo
El Samsung Galaxy Trend traía de fábrica Android 4.0.4 Ice Cream Sandwich, un software bastante antiguo teniendo en cuenta las especificaciones del móvil, ya que equipos con menos memoria RAM, menos memoria ROM, y características menores a este terminal, traen al menos Android 4.1.2 Jelly Bean, como el Samsung Galaxy Fame, Samsung Galaxy Music, Samsung Galaxy Trend Lite, Samsung Galaxy Fame Lite, etc. Ya que el móvil cumple con los requisitos para Jelly Bean, se espera la pronta actualización.

### Música y audio
El Samsung Galaxy Trend trae incorporado un reproductor de música que reproduce casi todos los formatos de audio. Además cuenta con grabador de voz y sintonizador de Radio FM estéreo y permite ver contenido RDS en la pantalla del móvil como, por ejemplo, la frecuencia de la emisora que se está sintonizando así como el nombre del programa que está sonando.

### GPS
El teléfono posee antena GPS, que permite conectar con los servicios de Google Maps para encontrar una dirección y obtener comandos por voz. El servicio de GPS también se puede aprovechar con otras aplicaciones que se obtienen en la tienda de Google Play.

### Aplicaciones
El teléfono trae por defecto aplicaciones de Google como son:
- Google
- Chrome
- Gmail
- Google+
- Google Maps
- Tienda Play Store
- Google Talk (actualizable a Hangouts)
- YouTube

Entre otras que le agrega la Marca Samsung como ChatON, Game Hub, Samsung Apps ,ETC.
Además pueden ampliarse las prestaciones del teléfono con miles de aplicaciones disponibles de descarga en la Tienda de Google Play, y también con las que están disponibles en la tienda de Samsung Apps, como juegos, aplicaciones de ocio entretenimiento, fotografía, ETC.

### Memoria y Potencia
El Samsung Galaxy Trend, posee un procesador single-core con una velocidad de 1 GHz, lo que hace que el dispositivo brinde una experiencia poco fluida  para usuario, ya que tarda mucho tiempo en cargar aplicaciones y se cierran de continuo. La memoria RAM es de 768Mb y su memoria interna es de 4Gb(2Gb disponibles para el usuario, lo otro lo ocupa el sistema).y el Bloatware Tiene ranura para microSD expandible hasta 32Gb.

### Batería
La batería del Galaxy Trend tiene una capacidad de 1500 mAh. Aproximadamente 24 horas.

## Equipos similares
- Samsung Galaxy S Advance
- Samsung Galaxy S III Mini
- Samsung Galaxy S
- Samsung Galaxy S Duos
- Samsung Galaxy Ace 2
- Samsung Galaxy Core
- Samsung Galaxy Express